# Raniero Finocchietti
Raniero Finocchietti (ur. 20 stycznia 1710 w Livorno, zm. 11 października 1793 w Rzymie) – włoski kardynał.

## Życiorys
Urodził się 20 stycznia 1710 roku w Livorno, jako syn Jacopa Finocchietti-Fauloniego. W młodości został referendarzem Trybunału Obojga Sygnatur i klerykiem Kamery Apostolskiej. 16 grudnia 1782 roku został kreowany kardynałem in pectore. Jego nominacja na kardynała diakona została ogłoszona na konsystorzu 17 grudnia 1787 roku i nadano mu diakonię Sant’Angelo in Pescheria. Zmarł 11 października 1793 roku w Rzymie.